# Jakob II. Aragonski
Jakob II. Aragonski (Jaime II de Aragón), znan tudi kot Pravični, aragonski prestolonaslednik, * 10. april 1267, Valencia, Španija, † 2. november 1327, Barcelona, Španija.
Po smrti njegovega očeta Petra III. Aragonskega Velikega je prevzel Kraljevino Sicilijo, po smrti njegovega brata Alfonza III. Aragonskega je pridobil še Aragonsko krono. Leta 1295 je bil prisiljen prepustiti Sicilijo oblasti papeža, potem pa jo je zasedel njegov mlajši brat, Friderik III. Sicilski. Ko je leta 1298 od papeža Bonifacija VIII. prejel pravice za nadzor na Sardiniji in Korziki, je Majorko vrnil v roke kralja Majorke, njegovega istoimenskega strica, Jakoba II. Majorškega

## Vladavina in ozemeljska osvajanja
Jakob II. je prevzel oblast v Kraljevini Siciliji po smrti svojega očeta leta 1285, njegov starejši brat pa je prevzel Aragonsko krono. Brat Alfonz III. je leta 1291 umrl brez potomcev zato je po njegovi smrti Aragonska krona prešla na Jakoba II., s tem je 18. junija istega leta pridobil še naziv kralja Aragonske krone in Valencie ter grofa Barcelone.
Jakob II. Aragonski se je leta 1291 združil s kraljem sosednje kraljevine Kastilje s poroko z njegovo hčerko Izabelo Kastiljsko. Ta zakon je bil potrjen samo civilno, saj ga papež ni blagoslovil zaradi krvnega sorodstva partnerjev. V tem zakonu Jakob in Izabela nista imela potomcev, poleg tega pa je bila nevesta v času poroke stara komaj osem let. Leta 1295 je bila ta prva zakonska zveza aragonskega monarha dokončno razveljavljena. Že leto kasneje je Jakob II. Aragonski izkoristil zmedo na Kastiljskem dvoru zaradi nasledstva in ne da bi razglasil vojno je osvojil Kraljevino Murcio. Zavzel je Alicante, Elche, Orihuelo, Guardamar del Segura ter mesto Murcia. Leta 1300 se je osvajanje končalo, ko je dokončno osvojil Lorco. Sledi Arbitražni sporazum glede Torellasa in pogodba glede Elcha s katerim sta Kastilija in Aragonija sklenila mirovno pogodbo. Aragonska monarhija je Kastilji vrnila večji del kraljevine Murcie, razen ozemlja severno od rečne struge Segura. Kraljevina Valencia je prevzela ozemlje Alicanteja, Orihuele in Elcheja.
Po mirovni pogodbi s Karlom II. Anžujskim se je odrekel Siciliji, Sicilijanci pa so namesto njega na oblast postavili njegovega mlajšega brata Friderika. Papež Bonifacij VIII. je hotel imeti oblast nad Sicilijo in je prosil Jakoba II. Aragonskega naj Friderika odstavi, v zameno pa mu je ponudil to, da je ostal nemoten na preostalih ozemljih Aragonske krone, vpliv nad Sardinijo in Korziko ter naziv gonfalonijera Cerkve. Sicilijanci so zavrnili, da bi se ponovno preselili pod oblast Francozov in papeško oblastjo, ki so jih izgnali leta 1282 (v uporu Sicilijanska večernica), in za voditelja izbrali Friderika. Papež ga je zaman poskušal podkupiti z obljubami; odločil se je, da bo podpiral svoje podložnike. Jakob II. se je proti bratu bojeval, a je bil leta 1299 premagan, še istega leta okrepil vez s Karlom II. Anžujskim, ko se je poročil z njegovo hčerko Blanco Anžujsko. Leta 1302 so Karel II. Neapeljski, Karel Valois in Friderik podpisali mirovno pogodbo pri Caltabelloti, s čimer so ga okronali za kralja. Friderik III. Sicilski je vladal Siciliji do njegove smrti leta 1337.
Političen uspeh Jakoba II. Aragonskega je viden tudi v širjenju ozemlja po Sredozemlju. Leta 1291 je s Sanchom IV. Kastiljskim podpisal mirovno pogodbo v Monteagudu, s katero je Aragonska krona zadržala vpliv na svojem območju Severne Afrike. To so bila ozemlja v Tuniziji, Béjaïji in Tlemcenu. S tem je skušal seveda širiti ozemlje in pa vzpostaviti zvezo držav, ki bi se pred vsem zoperstavila Islamu. Kasneje, v letu 1302, se je Jakob II. Aragonski združil s Katalonijo in pod poveljstvom Rogerja de Flora odpravil proti vzhodu, da bi preprečil vojaško nevarnost Almogavarjev (špansko almogavarés).
19. decembra 1308 so v mestu Alcalá de Henares (Španija) kralj Ferdinand IV. Kastiljski in predstavniki Jakoba II. Aragonskega podpisali pogodbo (El tratado de Alcalá de Henares), posledica katere je bila ofenziva na Gibraltar. Aragonska krona se je združila s Kastiljsko, Katalonsko krono in benimerini, a jim ta odprava ni uspela in so bili primorani leta 1323 podpisati mirovno pogodbo z Granado. Tako so zapravili priložnost, da bi dokončali rekonkvisto (reconquista) še preden je to uspelo Krščanskemu kraljestvu.
Leta 1319 je Jakob II. Aragonski razglasil enovitost svojih kraljestev, Majorka je tako pridobila vazalni odnos do Aragonske krone. 
Boril se je za razpad Templjarskega reda, iz katerega je dobil Montesino (1317), namenjeno tudi boju proti muslimanom. V Kataloniji je povezal mesta Ampurias in Urgel s kraljevo hišo, rešil dolino Ara ter ohranil red. Nazadnje je med letoma 1323 in 1325 Jakob II. Aragonski, kljub velikem nasprotovanju domačinov in Genove ter Pise, za kratek čas Kraljevino Sardinijo priključil Aragonski kroni.

### Izvor poimenovanja 'Pravični'
Jakob II. Aragonski je veljal za pravičnega, ker se je držal dogovorov glede zunanje in tudi glede notranje politike. Omenja se ga kot poštenega, ker se je redno srečeval s svojim dvorskim svetom, da bi se uslišalo želje in potrebe prebivalstva, prišlo do skupnega dobrega.

## Zasebno življenje in dosežki
Poročil se je štirikrat, njegove žene so bile: Izabela Kastiljska (poročena 1. decembra 1291), Blanca Anžujska (poročena 29. oktobra 1295), Marija Ciprska (poročena 27. novembra 1315) in Elisenda de Moncada (poročena 25. decembra 1322). Samo v zakonu z Blanco Anžujsko, sta imela otroke, rodila mu jih je deset:
- Prvorojenec Jakob Aragonski in Anžujski (1296–1334),
- Alfonso IV. Aragonski (1299–1336),
- Marija Aragonska in Anžujska (1299–1347),
- Konstanca Aragonska in Anžujska (1300–1327),
- Blanca Aragonska in Anžujska (1301–1348),
- Isabela Aragonska in Anžujska (1302–1330),
- Janez Aragonski in Anžujski (1304–1334),
- Peter IV. de Ribagorza (1305–1380),
- Rajmond Berenguer I. de Ampurias (1308–1364),
- Violante Aragonska in Anžujska (1310–1353).

Svoj čas je namenjal tudi zanimanju za znanost, pred vsem za medicino, navduševala sta ga tudi poezija ter arhitektura. 
Po njegovem ukazu so v Zaragozi zgradili palačo v Ejea de los Caballeros in popravili kraljeve palače v Valencii in Barceloni ter katedralo del Salvador de Zaragoza (Catedral del Salvador de Zaragoza). Leta 1300 je ustanovil Univerzo v Lleidi, leta 1305 svet (sedanji senat) v Crevillenteju. Okrog leta 1314 je Pedru Marsiliju naročil, da prevede v latinščino Libre deis feyts esdevenguts en la vida del molt alt senyor Rey en Jacme lo Conqueridor, ki opisuje življenje v času vladanja njegovega starega očeta, Jakoba I. Osvajalca (1213–1276). Zaslužen je tudi, da so leta 1325 v njegovem dvoru sprejeli prepoved mučenja, do upoštevanja tega dogovora ni prišlo.
Umrl je 2. novembra leta 1327, pri svojih šestdesetih letih starosti, v Barceloni. Njegove posmrtne ostanke so najprej shranili v samostan San Francisco v Barceloni (Convento de San Francisco), leta 1410 pa so jih premestili v samostan Santes Creus (Monasterio de Santes Creus).